# Euphorbia macvaughii
Euphorbia macvaughii là một loài thực vật có hoa trong họ Đại kích. Loài này được Carvajal & Lomelí mô tả khoa học đầu tiên năm 1981.